# Labyrintha
Labyrintha är ett släkte av lavar. Labyrintha ingår i familjen Porpidiaceae, ordningen Lecideales, klassen Lecanoromycetes, divisionen sporsäcksvampar och riket svampar.
|            | Porpidia                             |
|            |                                      |
|            | Pachyphysis                          |
|            |                                      |
|            | Clauzadea                            |
|            |                                      |
|            | Bellemerea                           |
|            |                                      |
|            | Koerberiella                         |
|            |                                      |
| Labyrintha | \| \| Labyrintha implexa \| \| \| \| |
|            | \| \| Labyrintha implexa \| \| \| \| |
|            | Catarrhospora                        |
|            |                                      |
|            | Stenhammarella                       |
|            |                                      |
|            | Poeltiaria                           |
|            |                                      |
|            | Paraporpidia                         |
|            |                                      |
|            | Stephanocyclos                       |
|            |                                      |
|            | Xenolecia                            |
|            |                                      |
|            | Poeltidea                            |
|            |                                      |
|            | Labyrintha implexa                   |
|            |                                      |

|  | Labyrintha implexa |
|  |                    |